# Florindo
Der beglückte Florindo (HWV 3) er en opera af Georg Friedrich Händel, som han komponerede på opfordring af Reinhard Keiser, lederen af operaen i Hamborg. Den blev uropført på Theater am Gänsemarkt i januar 1708. Den blev formentlig opført med Christoph Graupner som dirigent ved cembaloet.
Operaen var den første del af en dobbeltopera; det var meningen, at den anden del, Die verwandelte Daphne, skulle opføres aftenen efter. Keiser indsatte skuespillet Die lustige Hochzeit, der var på plattysk, som et divertissement i operaen, idet han var bange for, at publikum ellers skulle komme til at kede sig. Ifølge Romain Rolland behagede denne dispostion ikke Händel. Kun fragmenter af partituret er overleveret, men et eksemplar af librettoen findes i Library of Congress. Librettoen var skrevet af Hinrich Hinsch, en advokat, som også havde skrevet teksten til Keisers første opera i Hamborg: Mahumet II (1696). Hinsch havde skrevet libretti siden 1681 og døde i 1712.